# Kraterrand
Der Kraterrand bzw. Kraterwall eines Einschlagkraters, beispielsweise eines Ringgebirges auf dem Mond, entsteht beim Impakt eines massiven Kleinkörpers auf einen erdähnlichen Planeten oder eines ähnlich festen Himmelskörpers durch Auswerfen des stark komprimierten und explodierenden Materials.

## Kraterbildung durch Einschlag

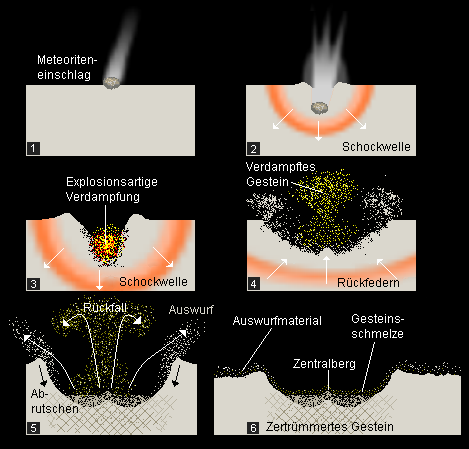
Schema des Ablaufs der Entstehung eines Einschlagkraters.

Ein Meteoroid oder Asteroid nähert sich der Oberfläche des größeren Himmelskörpers mit einer Geschwindigkeit von 10 bis 70 Kilometern pro Sekunde (30- bis 200-fache irdische Schallgeschwindigkeit). Beim Aufprall dringt er bis 100 Meter ins Gestein ein, was nur einige Tausendstel Sekunden dauert. In diesem kurzen Moment wird alle seine kinetische Energie in Wärme umgewandelt und er explodiert. Das umliegende Material wird kegelförmig weggesprengt; am Rand des entstehenden Lochs bildet ein Teil davon einen Wall.
Wenn ein genügend großes Objekt oder eines mit sehr hoher Geschwindigkeit einschlägt, federt die Oberfläche zurück und bildet einen Zentralberg. Beim Fall einer Kugel ins Wasser geschieht ähnliches: ein Tropfen springt in der Mitte hoch. Übrigens kann man solche Versuche gut mit Grießbrei simulieren.

## Beispiel

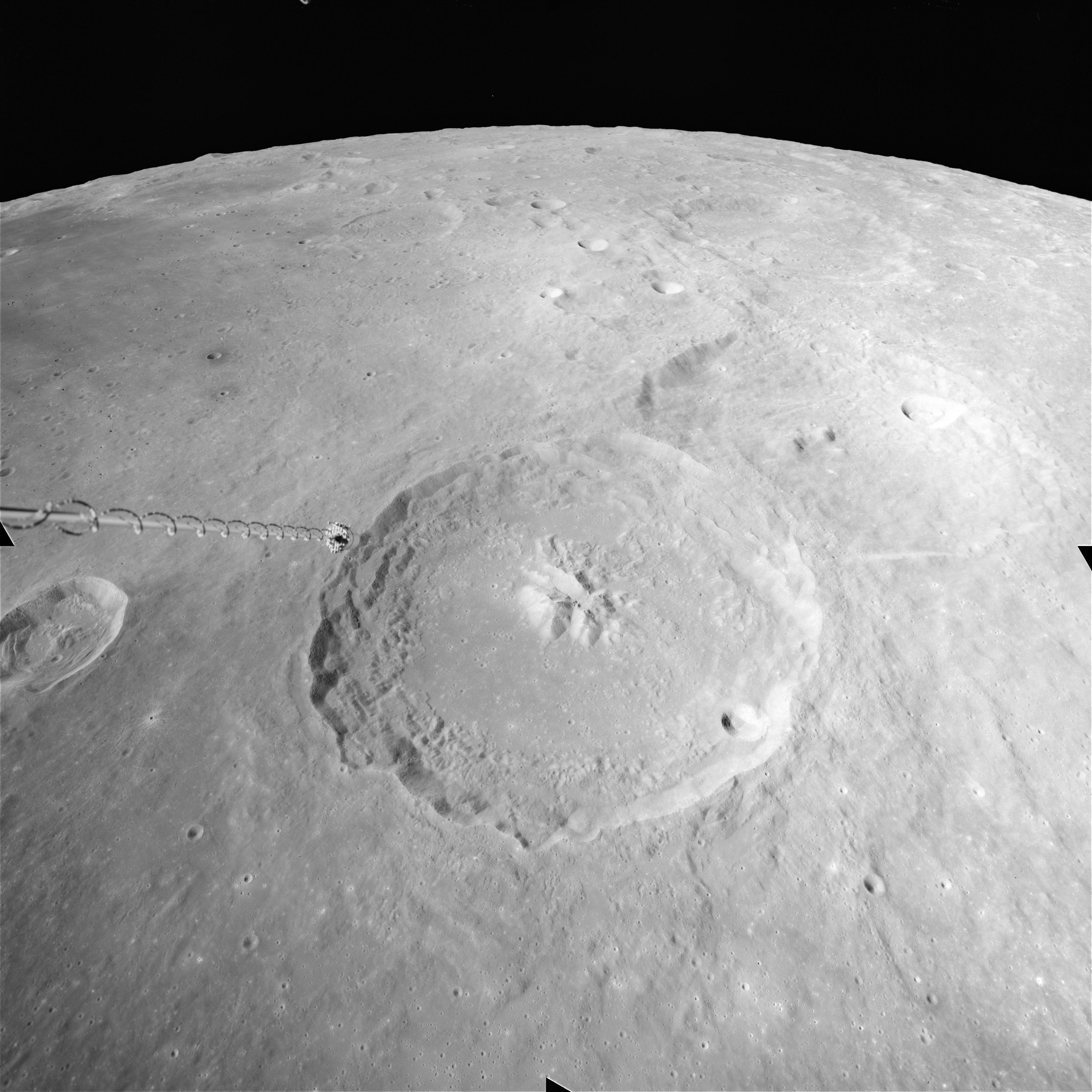
Mondkrater Theophilus (Apollo 16, NASA)

Der nebenstehend abgebildete Mondkrater Theophilus ist eine 105 km große kreisförmige Senke im Boden des Erdmondes nahe der sichtbaren Mondmitte und etwa 2 Mrd. Jahre alt. Er hat eine Wallhöhe von fast 7 km. Die terrassenförmig abgestuften Innenhänge machen ihn zu einem der schönsten Mondobjekte. Der Asteroid, der das Ringgebirge aufgeworfen hat, war etwa 5 km groß. Durch das bei der Explosion herausgeworfene Material liegt der Kraterboden etwas tiefer als die Umgebung.